# Piazza Dante (Trento)
Piazza Dante è una piazza e giardino pubblico di Trento.

## Descrizione
La piazza è delimitata a ovest dalla stazione ferroviaria, dalla Chiesa di San Lorenzo e dalla stazione delle autocorriere, a nord dal Palazzo della Provincia, a est dal Palazzo della Regione e dal Grand Hotel Trento, e a sud da via Torre Vanga.
La piazza è divisa in due da un "listone" che dall'uscita della stazione indirizza verso il centro della città a est. Nella parte a sud del listone si trovano il Monumento a Dante, la palazzina Liberty, la Palazzina APT, i monumenti alla Famiglia Trentina e a Eusebio Francesco Chini, la stele a Guglielmo Ranzi, i busti di Giovanni Canestrini e  Giuseppe Verdi e un laghetto. In quella a nord il monumento a Luigi Negrelli, i busti di Giacomo Bresadola, Giosuè Carducci, Antonio Gazzoletti, Giovanni Prati e un parco giochi.

## Storia
La zona di Piazza Dante era originariamente occupata dall'alveo del fiume Adige, rettificato nel 1854-58 in occasione della realizzazione della nuova rete ferroviaria. Proprio nella Piazza fu costruita nel 1857 la stazione ferroviaria, da cui il nome originale "Piazza della Stazione".
Nel 1875 emerse l'idea di realizzare un parco pubblico. Nel 1878 Saverio Tamanini e Giovanni de Pretis presentarono un progetto. Nel 1879 l'ing. Annibale Apollonio presentò un progetto con modifiche, ma Tamanini si oppose e ottenne il progetto esecutivo e la direzione dei lavori, che si conclusero nel 1895. Il parco fu pensato come zona da passeggio.
L'11 ottobre 1896 fu inaugurato il Monumento a Dante, e la piazza cambiò il nome in Piazza Dante. Negli anni successivi è stata arricchita da altri monumenti o busti dedicati a Giovanni Prati (1901), Giovanni Canestrini (1902), Giosuè Carducci (1908), Antonio Gazzoletti (1913) e Giuseppe Verdi (1913). Ai primi del '900 è stata costruita anche la palazzina Liberty come bagno pubblico e ristorante. Dopo la prima guerra mondiale e l'annessione all'Italia vennero aggiunti i monumenti a Eusebio Francesco Chini e Luigi Negrelli (1930), Guglielmo Ranzi (1934) Giacomo Bresadola (1955).
Nel 1934 fu ricostruita la stazione ferroviaria, in stile razionalista, su progetto dell'ingegnere e architetto Angiolo Mazzoni. Fra il 1958 e il 1965 sul lato est fu costruito il Palazzo della Regione su progetto di Adalberto Libera.
A partire dal 2007 il parco è stato interessato da interventi di riqualificazione e di animazione sociale. Nel 2008 è stato anche inaugurato il Monumento alla Famiglia Trentina Tipo del 2007.

## Galleria d'immagini

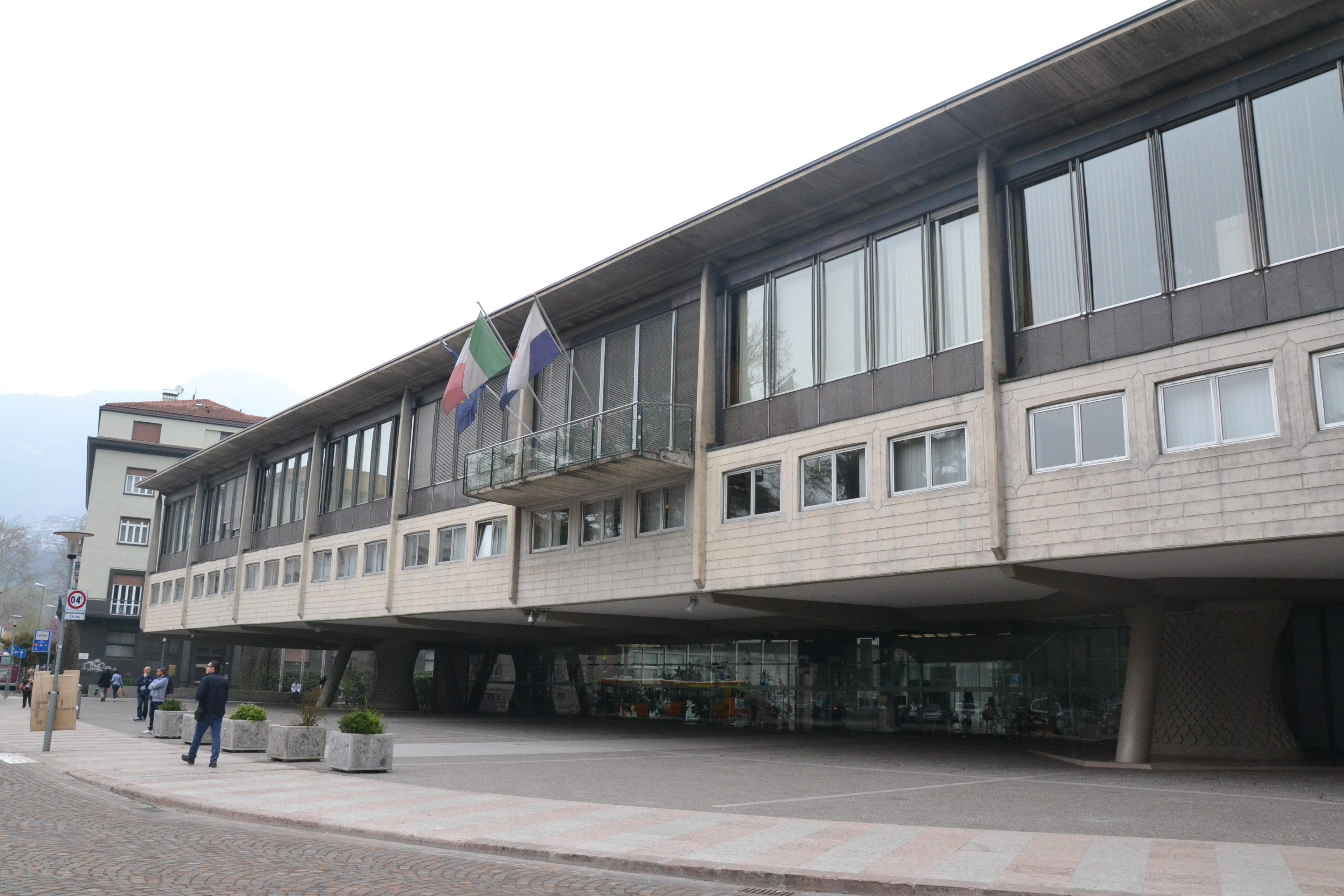
Palazzo della Regione
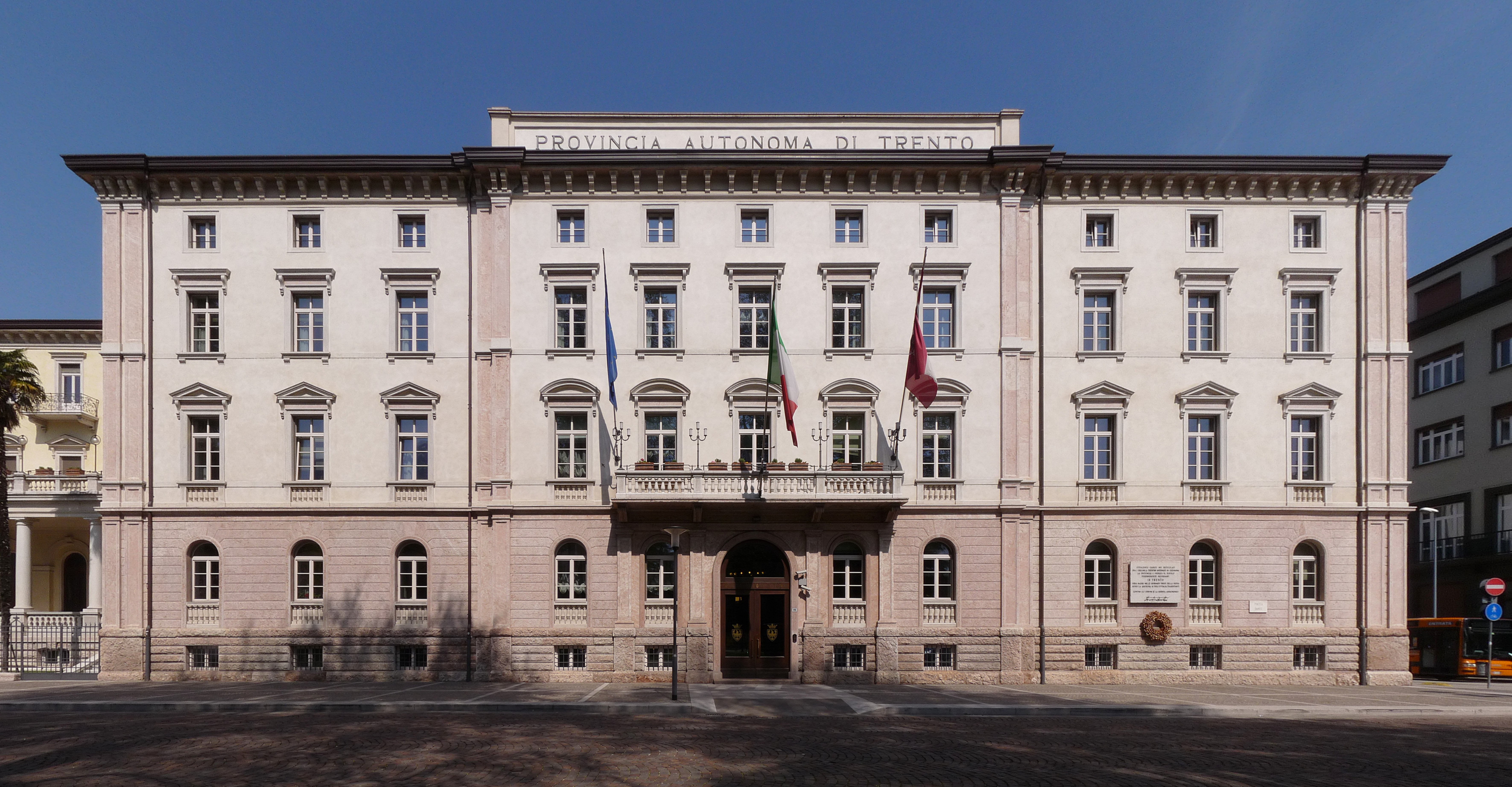
Palazzo della Provincia
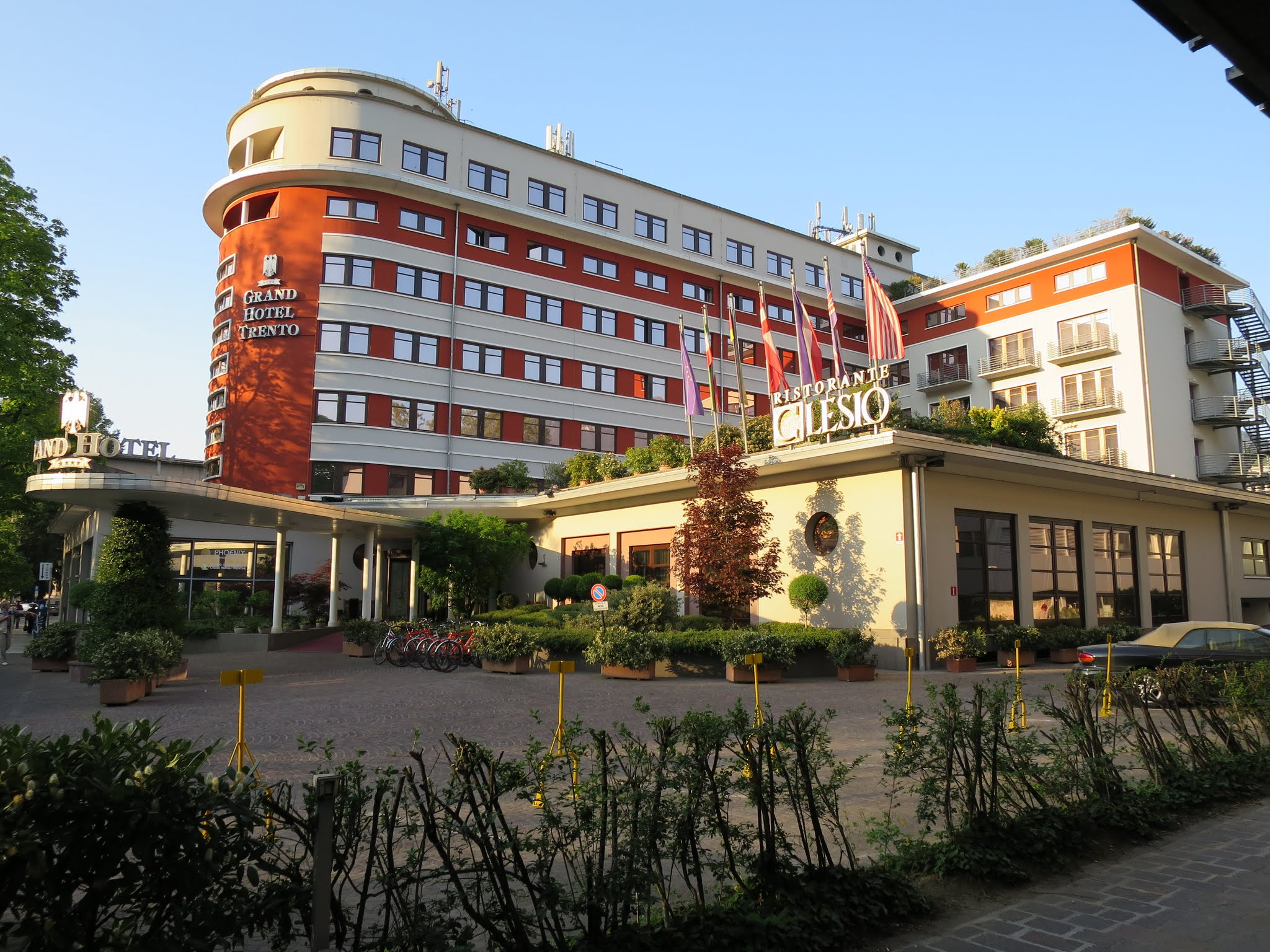
Grand Hotel Trento
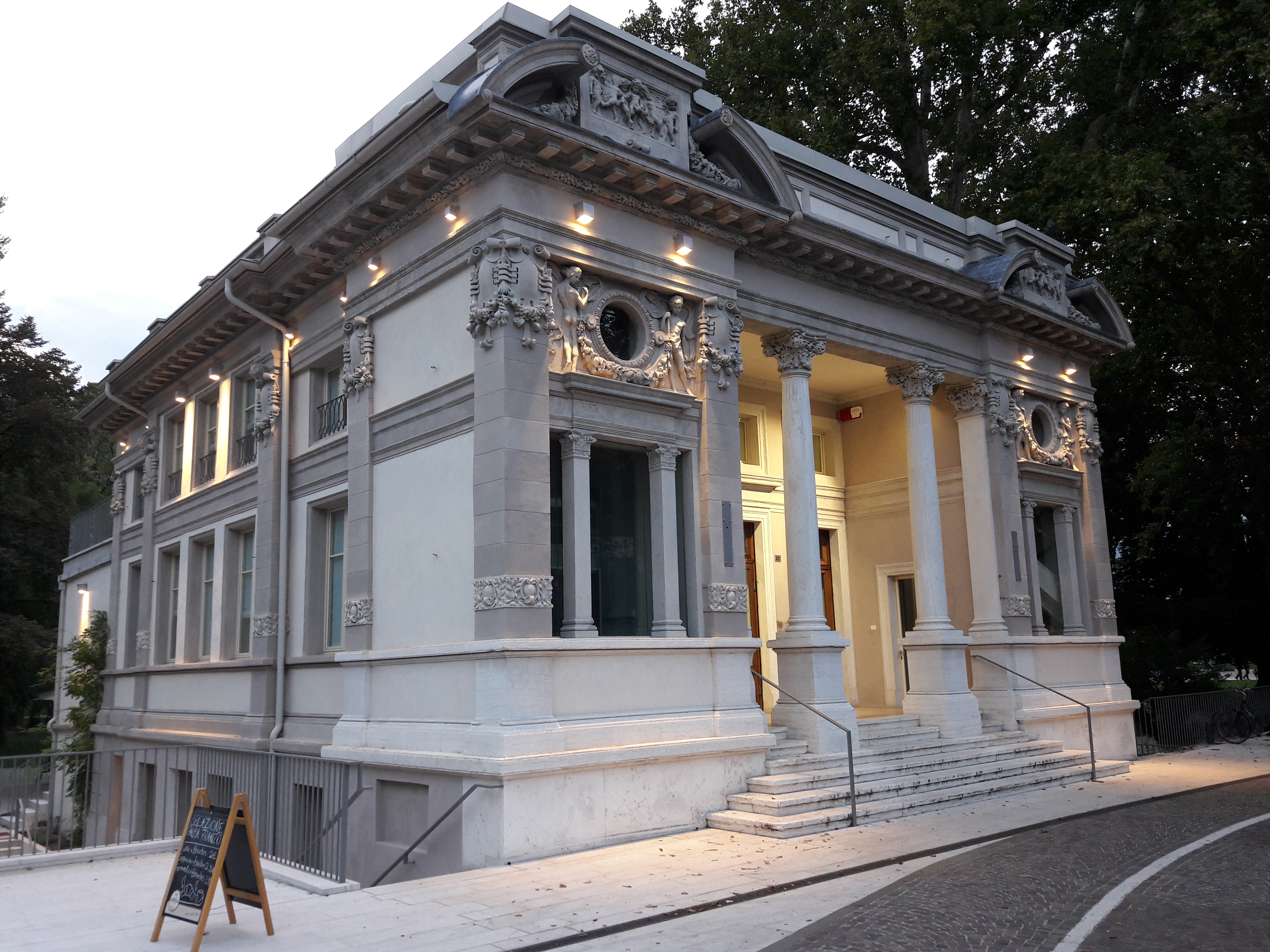
Palazzina Liberty
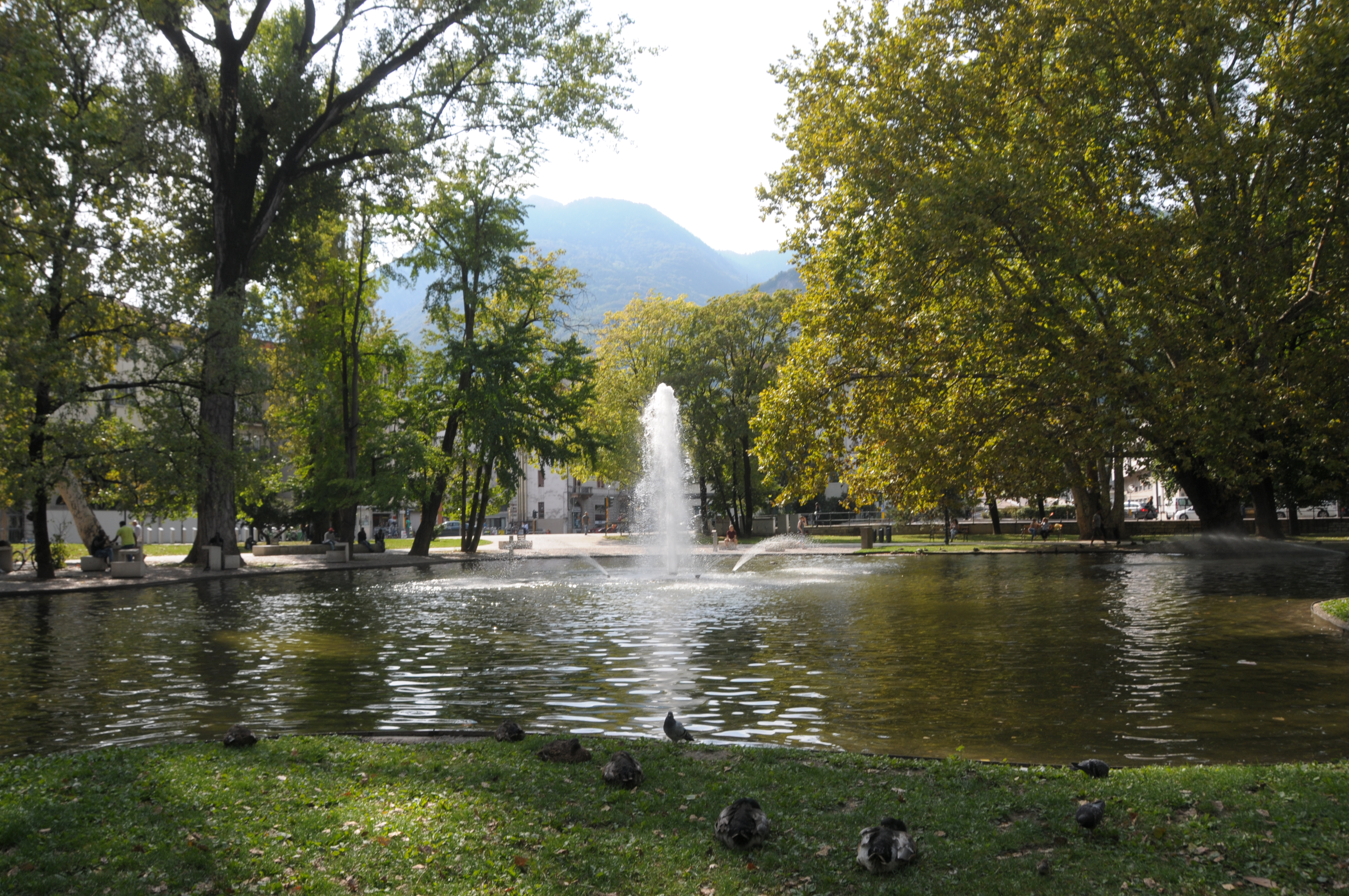
Il laghetto
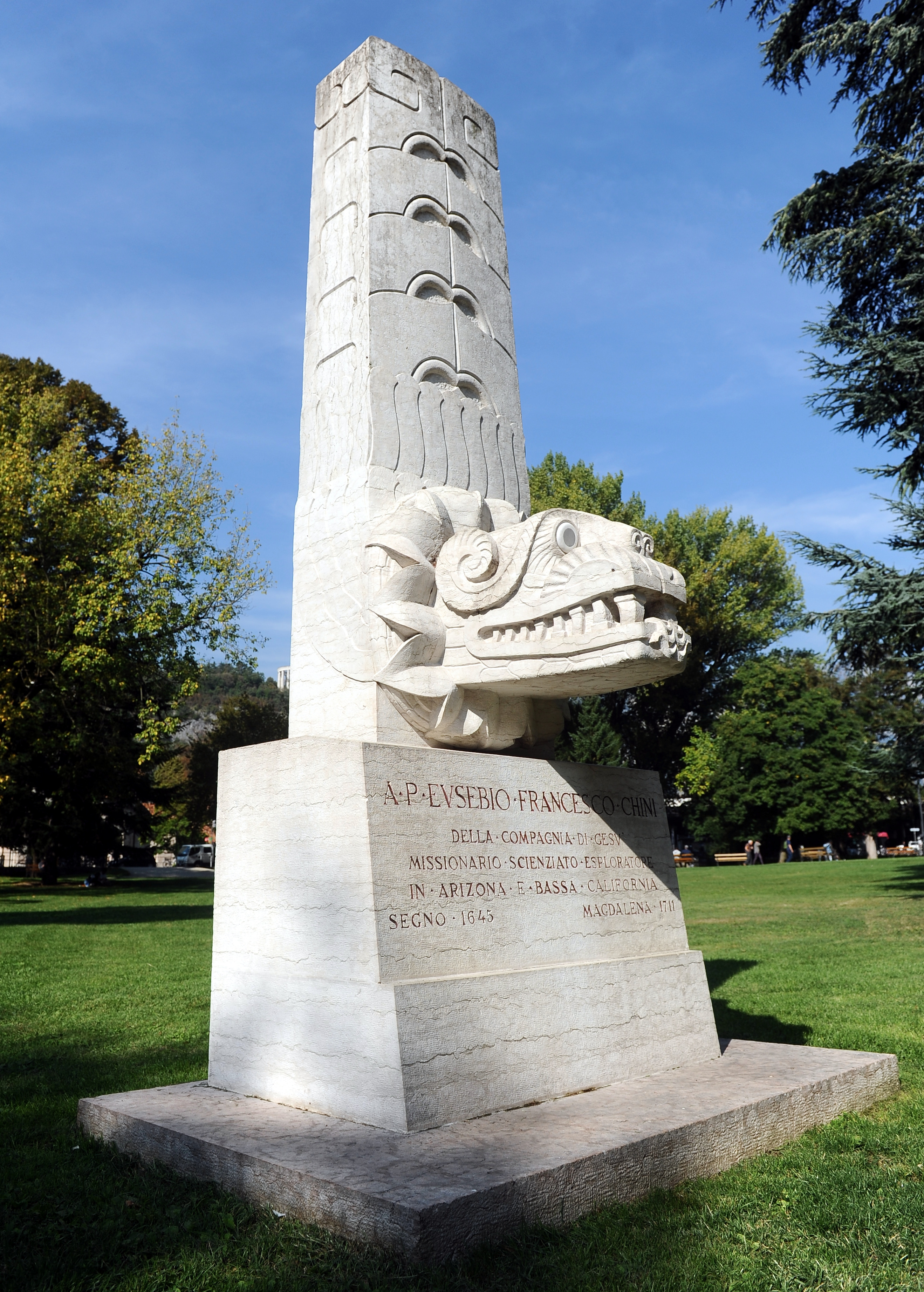
Monumento a Eusebio Francesco Chini
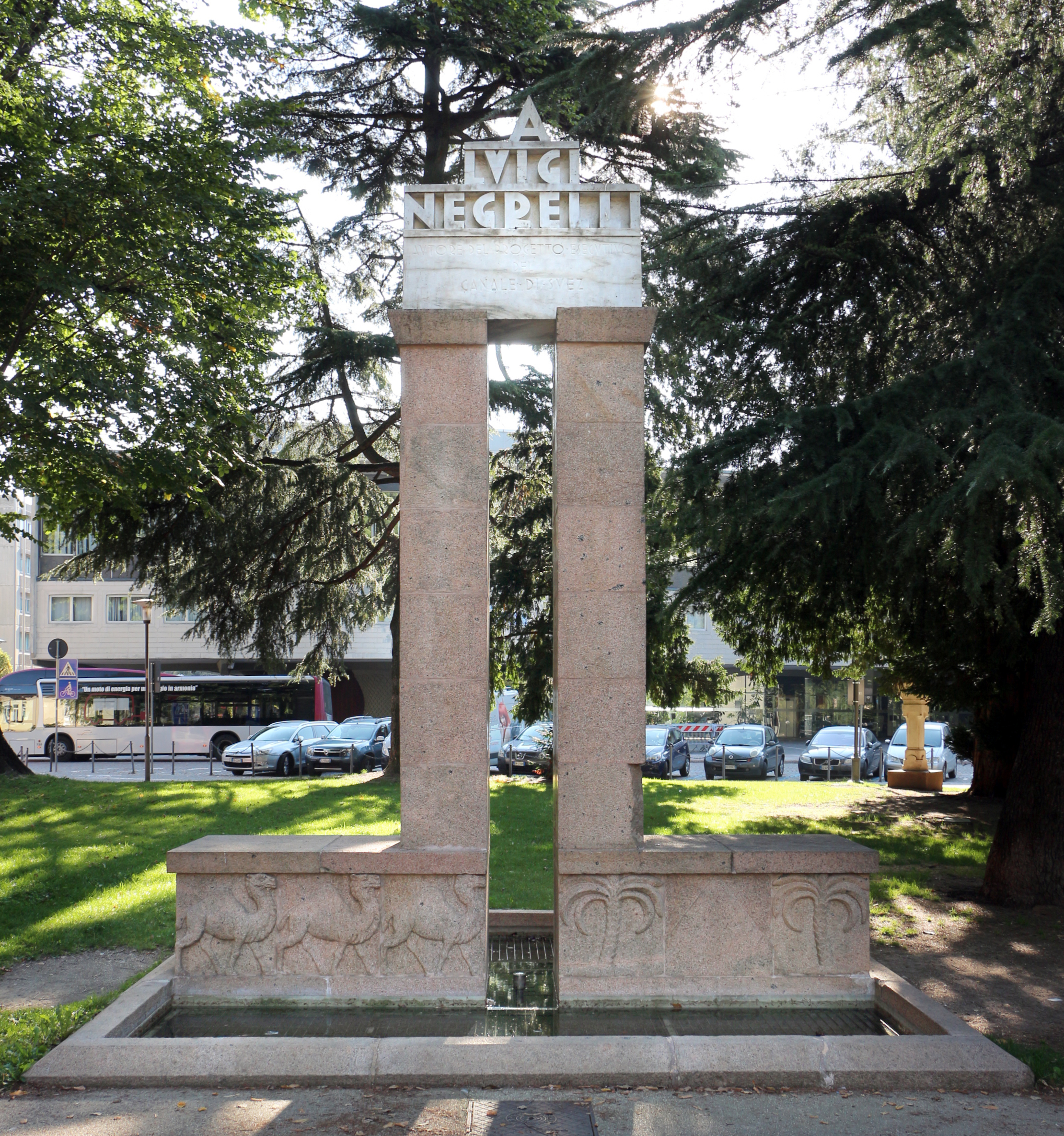
Monumento a Luigi Negrelli
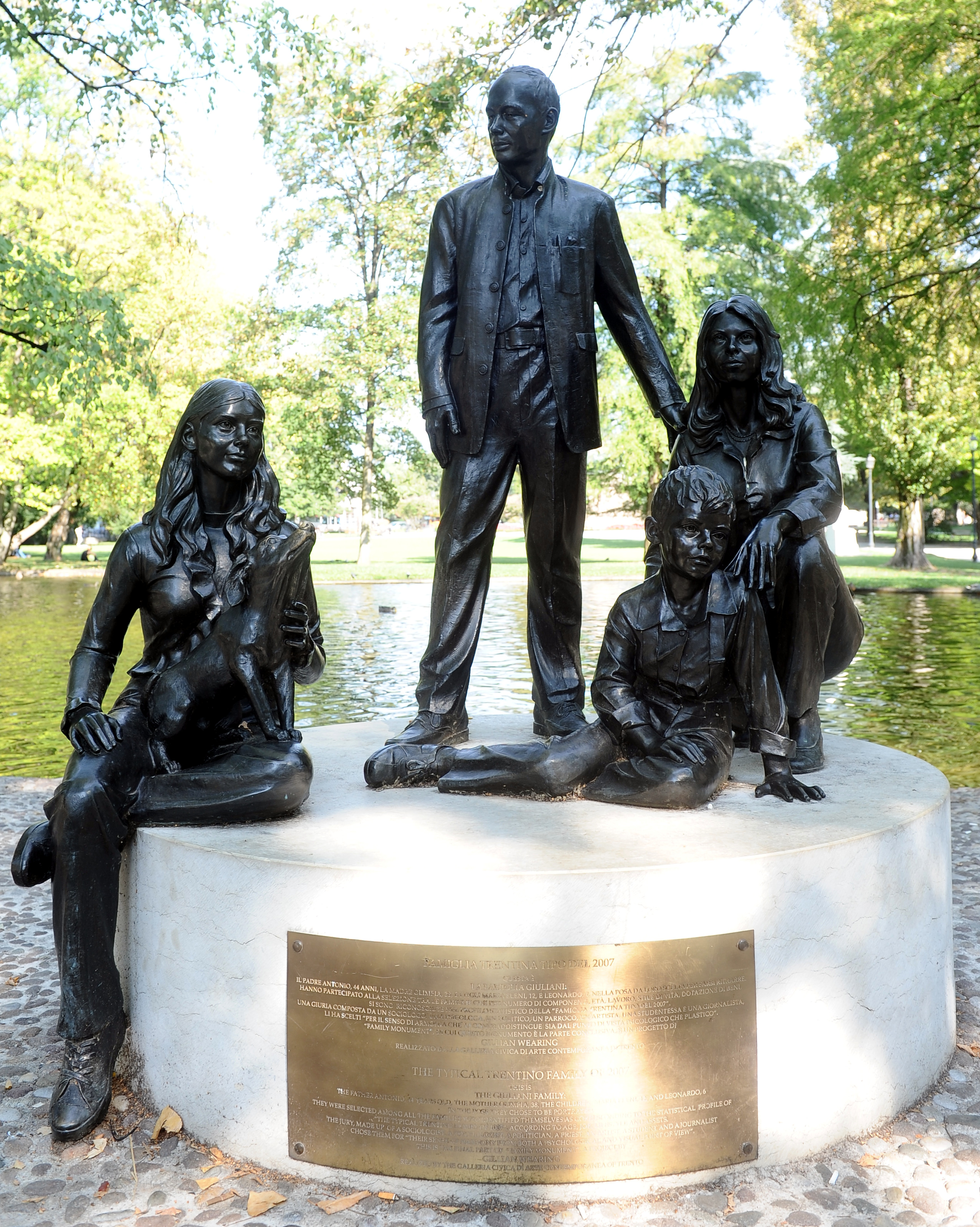
Monumento alla Famiglia Trentina
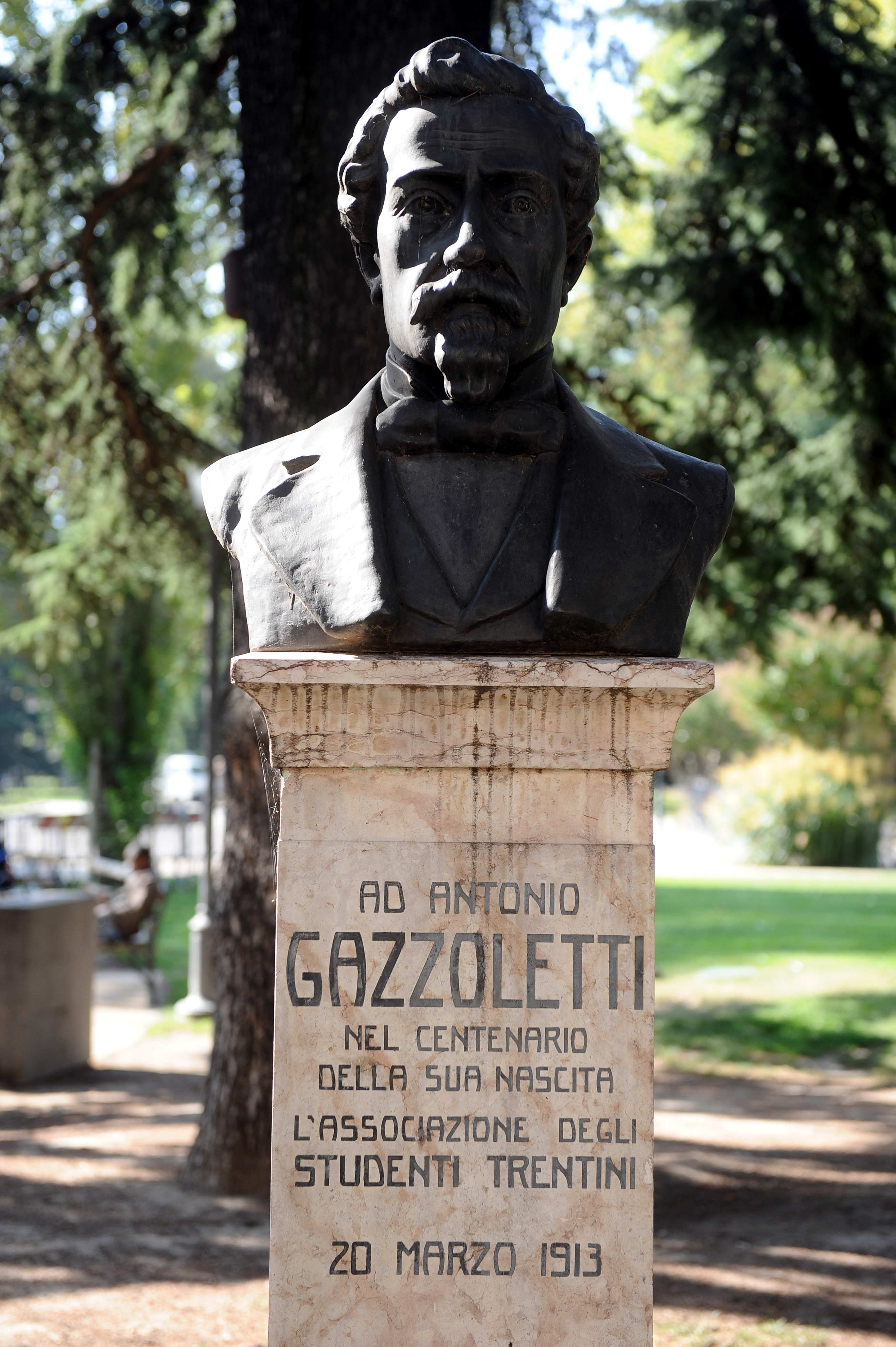
Busto di Antonio Gazzoletti
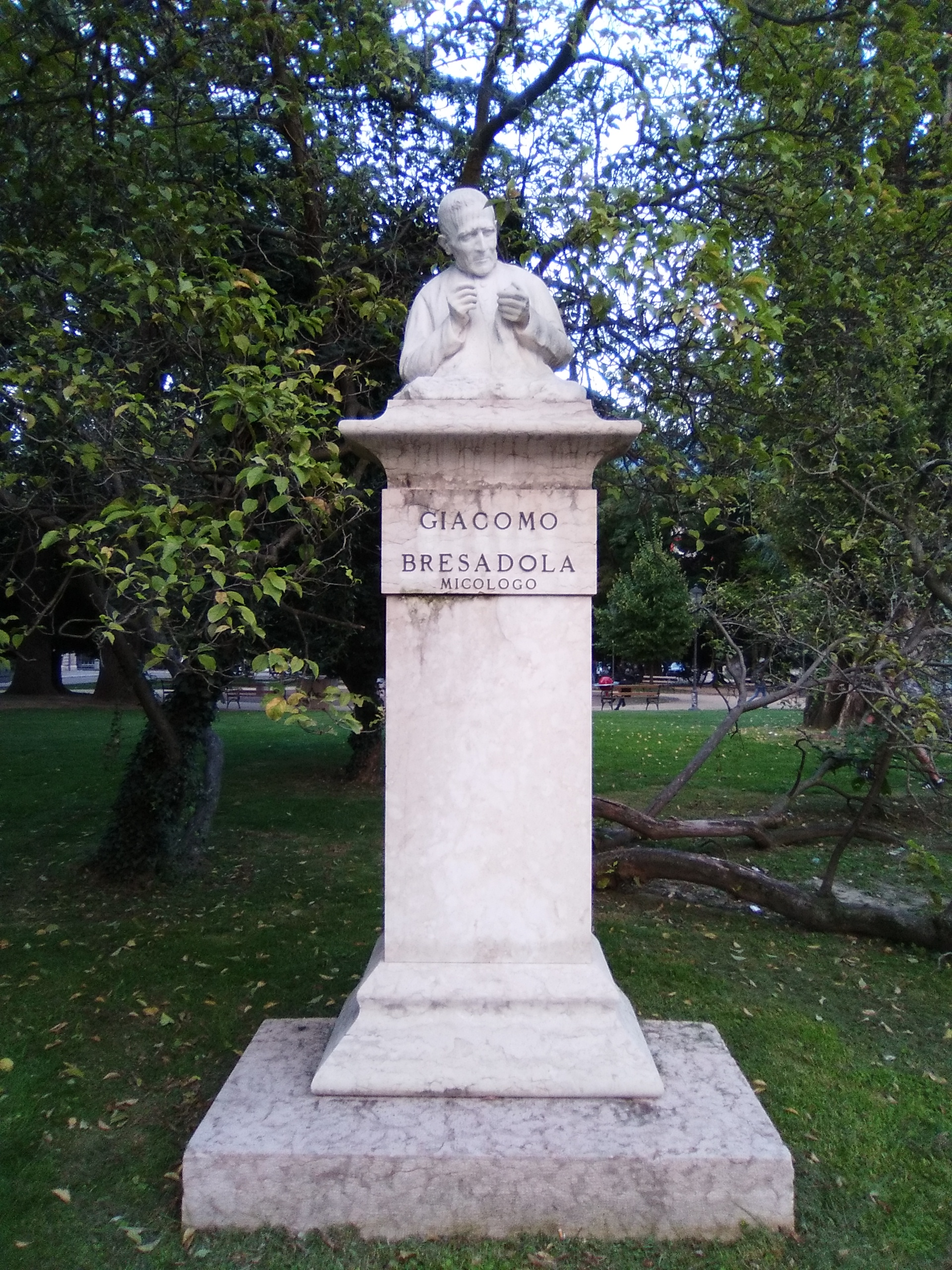
Busto di Giacomo Bresadola
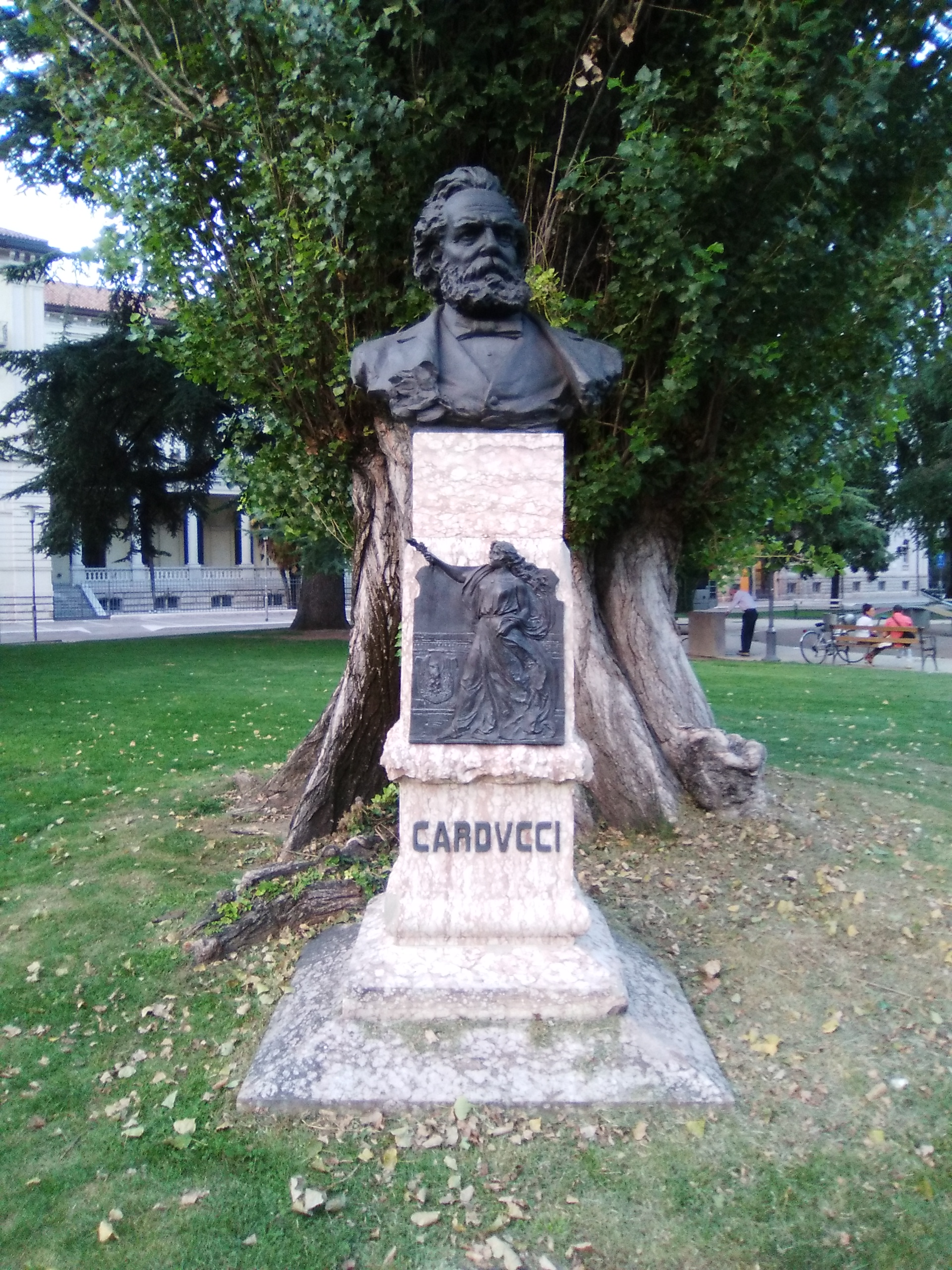
Busto di Giosuè Carducci
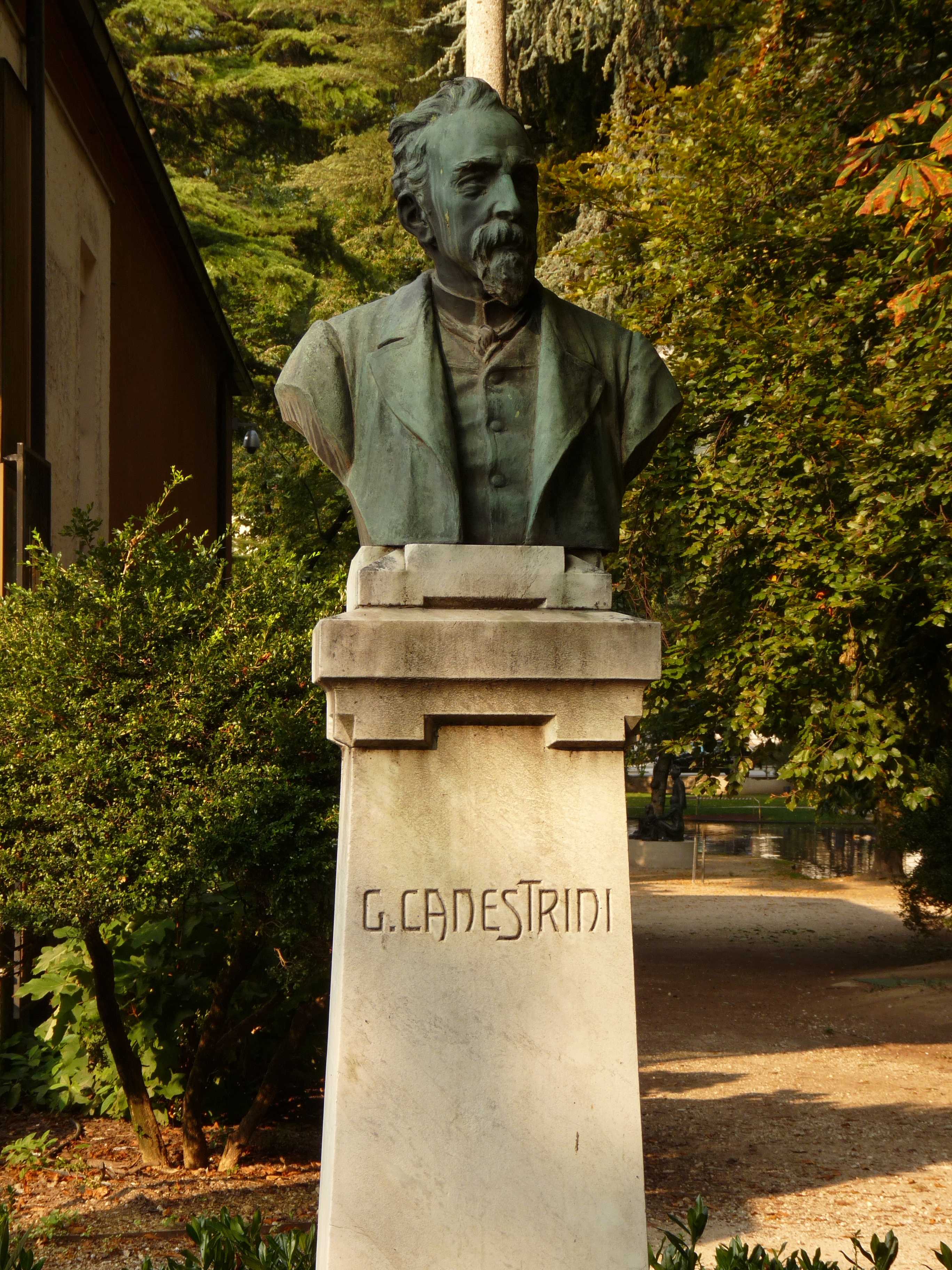
Busto di Giovanni Canestrini
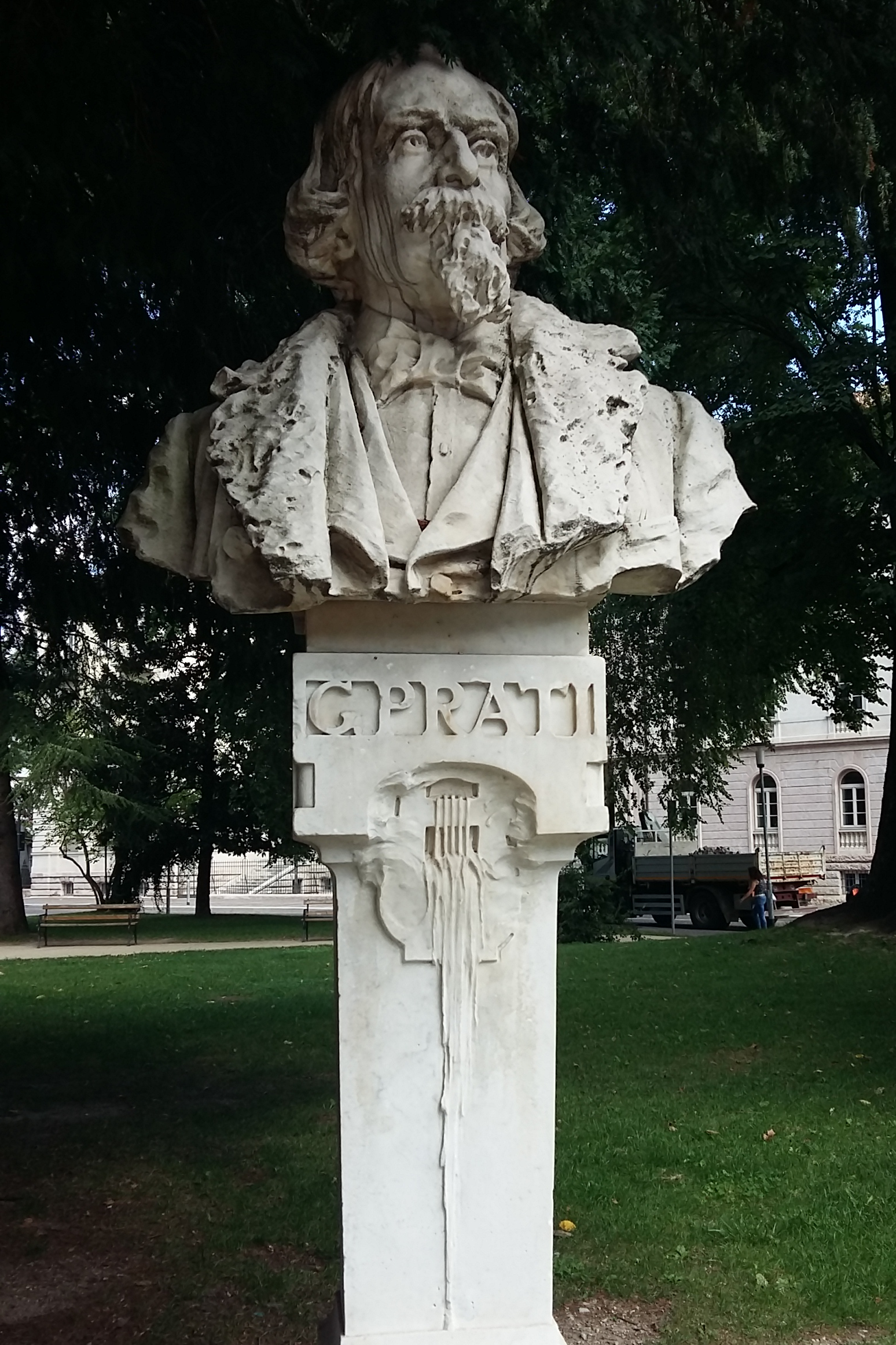
Busto di Giovanni Prati
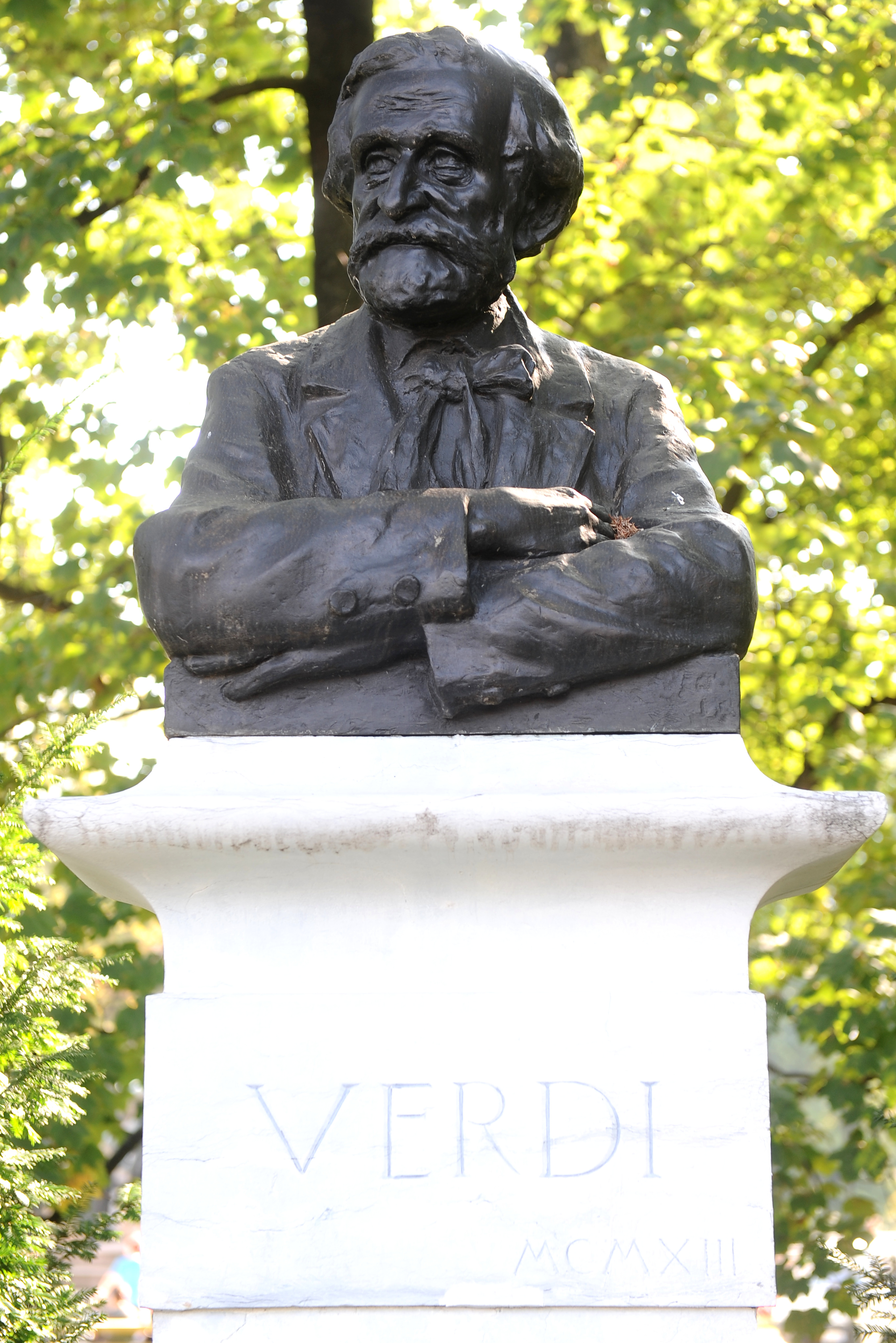
Busto di Giuseppe Verdi
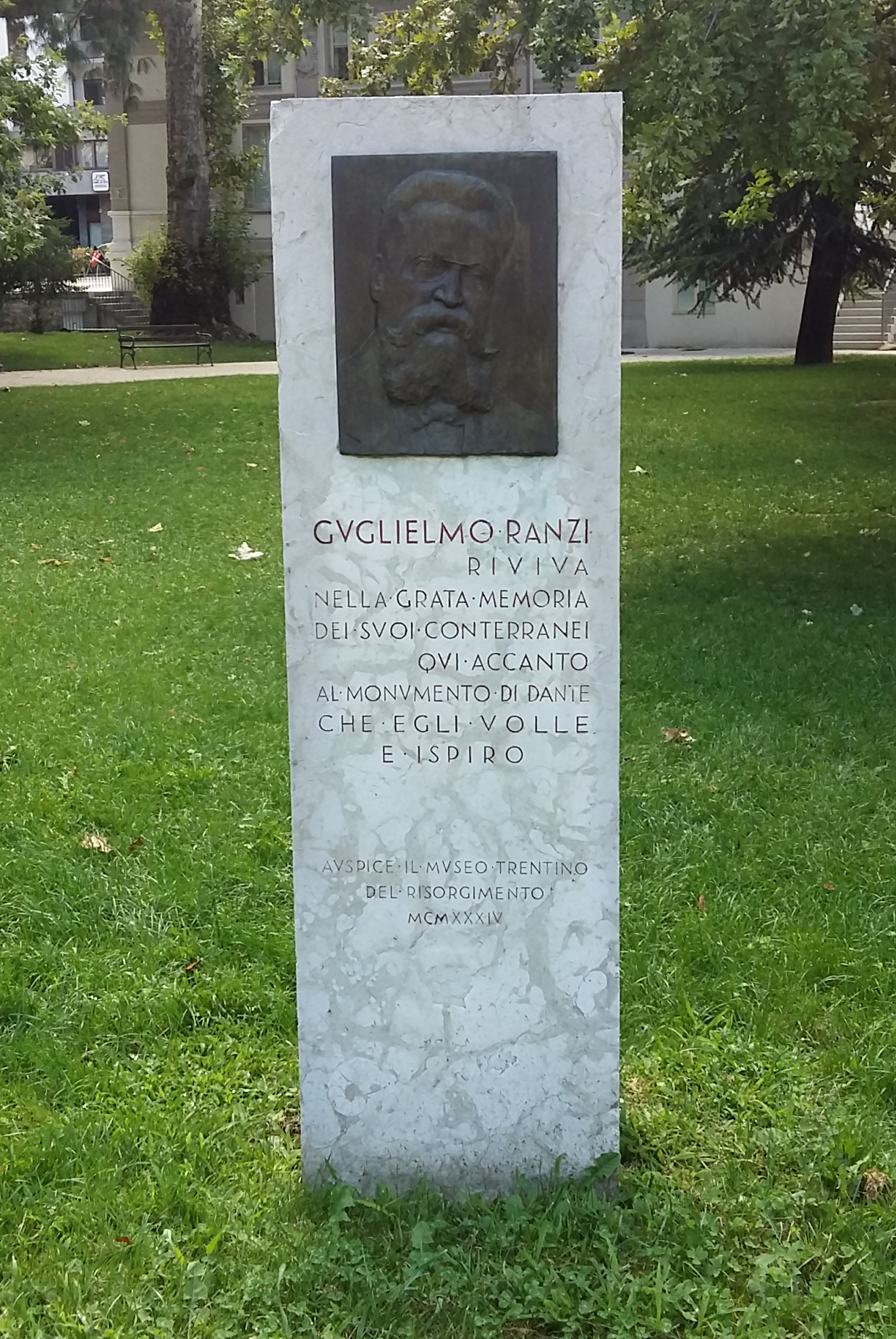
Stele a Guglielmo Ranzi